# Capsicum pereirae
Capsicum pereirae är en potatisväxtart som beskrevs av Barboza och Bianch. Capsicum pereirae ingår i släktet spanskpepparsläktet, och familjen potatisväxter. Inga underarter finns listade i Catalogue of Life.